# 満鉄連京線
連京線（れんきょうせん）は、1907年（明治40年）から1945年（昭和20年）まで南満洲鉄道（満鉄）が運営していた、日本租借地の関東州大連市と満洲国の首都新京（長春）を結ぶ鉄道路線。現在の哈大線の一部。満鉄の主幹線で、初期の路線名は満鉄本線・満鉄満洲本線。1927年（昭和2年）に連長線、満洲国成立後に連京線と改称された。
大連港を基点に中国東北部（満洲）を縦貫するこの鉄道路線の経営権は、これに付随する鉄道附属地と共に日露戦争で日本がロシアから獲得した主要な利権の一つである。大正期には欧亜連絡運輸の一端を担うと共に、内陸部で採掘される豊富な資源を内地へ送り出す貨物幹線として日本の満洲支配に重要な役割を果たした。満洲国の成立後は羅津港など朝鮮経由の短絡ルートが確保されたため、貨物運輸における連京線の比重は低下したが、満鉄の看板列車である特急「あじあ」が運行されるなど、新首都・新京への旅客路線として繁栄した。1945年（昭和20年）8月、満洲に侵攻したソ連軍に接収され、他の満鉄経営路線と共に中ソ共同経営の中国長春鉄路公司に編入された。

## 路線データ
- 路線距離（営業キロ）：711.2 km（支線含む。大連 - 新京間は701.4 km）
- 軌間：1,435 mm（標準軌）

1944年（昭和19年）3月 （単線化以前）
- 駅数：
  - 旅客駅：64駅 （起終点駅含む）
  - 貨物駅：3駅 （旅客併設駅除く）
  - 簡易駅：7駅
- 複線区間：全線

1944年11月 （単線化完了後）
- 駅数：
  - 旅客駅：64駅 （起終点駅含む）
  - 貨物駅：3駅 （旅客併設駅除く）
  - 簡易駅：1駅
- 複線区間：大連 - 三十里堡、大石橋 - 新京
- 単線区間：三十里堡 - 大石橋

## 概要
遼東半島先端の貿易港である大連を基点として、大石橋、奉天、四平街を経て満州国首都新京（長春）に至る主要幹線である。特急「あじあ」の運行路線としても知られている。初期においては中国東北部（満洲）から輸出港である大連へと南下する貨物輸送を主流とした路線で、その中心は石炭（社用貨車）と大豆（普通貨車）であった。満洲事変以前は輸入商品の需要も少なく、北行線通過貨車の空車率は70％にも達していたが、満洲国成立以降は建設資材の需要増などによってその差は縮小した。

## 運行形態

### 優等列車
- 全区間運行
  - 特急「あじあ」（1934年 - 1943年）
  - 急行「はと」（1932年 - 1945年）
- 一部区間運行（連絡旅客列車）
  - 急行「ひかり」：釜山 - 三棵樹（1934年延伸 - 1945年）
  - 急行「のぞみ」：釜山 - 新京（1938年延伸 - 1944年）

## 歴史

### 前史
連京線の前身はロシア帝国が経営していた東清鉄道の南満州支線で、本線のハルビン駅から南下してロシア租借地の商港ダーリニー（大連）・軍港旅順へ至る路線だった。1898年3月27日、ロシアは清から大連・旅順を租借すると共に南満洲支線の敷設・経営権を獲得、1903年1月に仮営業、7月に本営業を開始した。
シベリア鉄道経由でヨーロッパと連絡する東清鉄道の建設は、ロシアによる南下政策の一環であった。満洲を軍事占領してさらに朝鮮半島を窺うロシアは、大韓帝国を保護国としていた日本と対立、1904年2月に日露戦争が開戦した。遼東半島に上陸した大日本帝国陸軍第2軍は同年5月に大連を占領すると、朝鮮半島に上陸した部隊と合流して遼陽・奉天へと南満洲支線に沿って北上した。日本軍は5月14日付で野戦鉄道提理部を編成して兵站輸送のための鉄道運営に当たらせた。日本軍は日本国内の鉄道車両を持ち込んだため、南満洲支線の軌間もロシアゲージ（広軌、軌間1524mm）から日本と同じ狭軌（軌間1067mm）に改軌された。
日露戦争は1905年9月5日に締結された日露講和条約（ポーツマス条約）によって終結した。この条約において、日本はロシアから関東州の租借権などと共に東清鉄道の長春以南の経営権を獲得した。12月22日には満洲善後条約を調印し、ロシアから譲り受けた諸権利について清国政府の承認を得た。
講和条約締結から満鉄開業までは野戦鉄道提理部による一般運輸営業が行われた。1905年10月21日に大連駅 - 奉天駅間および旅順・営口・撫順の各支線で営業を開始。以後も営業区間を順次延長し、1906年10月11日には（満鉄開業時の本線終点駅である）孟家屯駅までの営業を開始している。

### 満鉄開業期
1906年11月26日に満洲の鉄道・炭鉱を経営する国策企業として南満洲鉄道株式会社（満鉄）が発足、野戦鉄道提理部から鉄道路線と人員を引き継いで1907年4月1日より営業を開始した。本線（後の連京線）は大連駅 - 孟家屯駅間で開業し、9月1日に長春仮停車場まで延長、11月3日に長春駅が開業した。
開業当初の満鉄線は、本線（大連 - 長春間）は狭軌（軌間1067mm、日露戦争中に軌間1524mmの広軌から改軌されていた）、安奉線（奉天 - 安東間）は特殊狭軌（軌間762mm、軽便鉄道として敷設）であり、朝鮮半島からの一貫輸送を実現するためには標準軌（軌間1435mm）への改軌が必要であった。本線は1908年5月27日より標準軌での運行を開始し、狭軌車両は内地へ還送された。1911年11月には安奉線の標準軌化が完了、1912年6月15日より京釜線・京義線・安奉線・満鉄本線経由で釜山 - 長春間の直通列車（満鮮直通列車）の運行を開始した。

### 満洲事変以前
標準軌改築工事と並行で進められた複線増設工事では上下線の輸送量の差が考慮され、64ポンド（32kg/m）レールの既設線（北行線）の東側に、単位重量が重い（耐荷力の大きい）80ポンド（40kg/m）レールを使用した新設線（南行線）を敷設した。撫順線（撫順炭鉱方面）への分岐駅である蘇家屯駅から内地への積出港である大連駅までの複線化工事は標準軌化直後の1908年10月27日に完成した。その先の蘇家屯駅 - 奉天駅間が複線化されたのは10年後の1918年11月30日であった。
第一次世界大戦の前後から貨物輸送量はさらに増加し、1919年から1926年にかけて蘇家屯駅 - 大連駅間の上り線（南行線）のレールをさらに重い100ポンド（50kg/m）レールへと改築した。改築後の同区間にはミカニ形蒸気機関車が投入されている。ミカニ形は撫順駅-大連駅間の石炭列車牽引のために製造された重量貨物対応の機関車で、運転整備重量は115.8tに達した。
複線区間の閉塞方式には双信閉塞器が使用されていた（1909年5月採用）。1924年2月12日には満鉄初の色灯式自動閉塞機が大連駅 - 金州駅間と奉天駅 - 蘇家屯駅間に設置されている。内地と比べてもごく早い時期の導入ではあったが、他の区間では双信閉塞式のまま信号所を大幅に増設することで対応した。大連駅 - 奉天駅間の複線区間が全て自動閉塞化されたのは初導入から約10年後の1933年11月5日であった。 
なお、1927年7月15日付で路線名が本線から連長線に改められている。

### 満州国建国期
1931年9月18日22時20分頃、奉天北部の柳条湖（奉天駅北方約7.8km、大連基点404.44km）において上り線の線路が爆破される「柳条湖事件」が発生した。柳条湖事件は関東軍が満州全土を軍事占領する満洲事変へと発展し、翌1932年3月には溥儀を執政とする満州国が建国された。
満洲国が成立すると、同路線はにわかに日本と満洲の首都を結ぶ幹線鉄道となった。満洲国首都に定められた長春市が新京市に改称されると、長春駅は新京駅に、路線名も連長線から連京線に改められた。連京線は輸送力の増強が図られ、1933年11月5日には大連駅 - 奉天駅間を自動閉塞化、1934年9月26日には大連駅 - 新京駅間全線の複線化を完了した。同年11月1日には大連駅 - 新京駅間で特急「あじあ」の運転を開始すると共に、釜山発の急行「ひかり」を奉天駅から新京駅まで延長するなど旅客輸送の強化が図られた。1935年8月31日に京浜線（新京 - ハルビン）の標準軌改築が完了し、9月1日より「あじあ」の運転区間をハルビンまで延長した。

### 特急あじあ脱線転覆事故
1938年10月30日11時50分ごろ、連京線大平山駅を通過中の下り11列車 特急「あじあ」（パシナ2号機牽引）が脱線転覆。機関助手1名が死亡、機関士ほか乗務員2名が重傷を負う事故が発生した。当日は同駅構内の下り本線で保線作業を実施しており、側線を通過するように分岐器が操作されていた。側線通過時は時速20kmで進入すべきところに本線通過速度のまま進入したのが直接の事故原因となった。

### 輸送軸の変化と単線化
太平洋戦争の戦況が悪化すると、貨物輸送強化の為に旅客列車は削減・廃止されていった。看板列車である特急「あじあ」も1943年2月末に運転休止となった。日本が制海制空権を失ったことで、大連港経由の貨物が激減して連京線の線路容量に余剰が生じる一方、日本と華北・華中を結ぶ陸運輸送が強化され、満鉄の輸送主軸は安奉線（安東 - 奉天）・奉山線（奉天 － 山海関）などに移行した。これら路線の輸送力強化に必要な設備・資材を捻出するため、1944年8月1日から11月3日までに連京線の三十里堡駅 -大石橋駅間180.3kmが単線化された（この工事を桜工事と呼称した）。

### 満鉄の終焉
1945年8月9日、ソビエト連邦は満洲国への侵攻を開始した。同14日に中華民国・ソビエト連邦の両国は中ソ友好同盟条約に調印し、終戦後の27日にこれを公表。同条約の付属協定により、連京線は京浜線（新京 - ハルビン）・浜洲線（ハルビン - 満洲里）・浜綏線（ハルビン - 綏芬河）と共に中ソ共同経営の中国長春鉄路に編入されることとなった。条約公表に先立つ9月22日に中国長春鉄路公司の副理事長となるカルギン中将が長春に着任し、9月30日付で満鉄は閉鎖された。
国共内戦の後の1949年に中華人民共和国が成立、翌1950年2月の中ソ友好同盟相互援助条約により中国長春鉄路は中国に返還された。現在は旧京浜線と合わせて京哈線（ハルビン - 瀋陽北）、瀋大線（瀋陽北 - 大連）として運営されている。

## 駅一覧
- 単線化直前の1944年（昭和19年）3月31日時点を基準とし、以降の改廃は備考に記載した。
- 特急・急行列車の停車駅は1942年（昭和17年）10月の時刻表による。（特急は1943年2月廃止）

凡例
「社線」：南満洲鉄道所有線 「国線」：満洲国国有鉄道線 「新線」：仮営業線
（貨）：貨物線または貨物駅 （簡）：簡易駅
●：停車 ▲：一部停車 ○：停車（1939年10月以降） ｜：通過

### 本線
| 駅名                         | キロ程 | 急行 | 特急 | 接続路線・備考                                                                | 所在地         | 所在地       |
| ---------------------------- | ------ | ---- | ---- | ----------------------------------------------------------------------------- | -------------- | ------------ |
| 大連駅                       | 0.0    | ●    | ●    | 社線：連京線貨物支線（埠頭線・吾妻線） 大連都市交通（大連電気鉄道、路面電車） | 日本国関東州庁 | 大連市       |
| 沙河口駅                     | 4.0    | ▲    | ｜   | 社線：連京線貨物支線（埠頭線）・（貨）入船線                                  | 日本国関東州庁 | 大連市       |
| 周水子駅                     | 8.9    | ▲    | ｜   | 社線：旅順線                                                                  | 日本国関東州庁 | 大連市       |
| 南関嶺駅                     | 15.5   | ｜   | ｜   | 社線：（貨）甘井子線                                                          | 日本国関東州庁 | 金州民政署   |
| （簡）塩島駅                 | 23.2   | ｜   | ｜   | 1944年4月1日廃止                                                              | 日本国関東州庁 | 金州民政署   |
| 大房身駅                     | 27.7   | ｜   | ｜   | 社線：柳樹屯線（休止線）                                                      | 日本国関東州庁 | 金州民政署   |
| 金州駅                       | 32.5   | ●    | ｜   | 社線：金城線                                                                  | 日本国関東州庁 | 金州民政署   |
| 二十里台駅                   | 46.4   | ｜   | ｜   |                                                                               | 日本国関東州庁 | 金州民政署   |
| 三十里堡駅                   | 55.8   | ｜   | ｜   |                                                                               | 日本国関東州庁 | 普蘭店民政署 |
| 石河駅                       | 66.1   | ｜   | ｜   |                                                                               | 日本国関東州庁 | 普蘭店民政署 |
| 普蘭店駅                     | 77.2   | ●    | ｜   |                                                                               | 日本国関東州庁 | 普蘭店民政署 |
| 田家駅                       | 94.1   | ｜   | ｜   |                                                                               | 満州国奉天省   | 復県         |
| 瓦房店駅                     | 105.0  | ●    | ｜   |                                                                               | 満州国奉天省   | 復県         |
| 王家駅                       | 112.7  | ｜   | ｜   |                                                                               | 満州国奉天省   | 復県         |
| 得利寺駅                     | 124.1  | ｜   | ｜   |                                                                               | 満州国奉天省   | 復県         |
| 松樹駅                       | 130.7  | ｜   | ｜   |                                                                               | 満州国奉天省   | 復県         |
| 万家嶺駅                     | 146.3  | ｜   | ｜   |                                                                               | 満州国奉天省   | 復県         |
| 許家屯駅                     | 160.5  | ｜   | ｜   |                                                                               | 満州国奉天省   | 復県         |
| 九寨駅                       | 168.0  | ｜   | ｜   |                                                                               | 満州国奉天省   | 蓋平県       |
| （簡）梨山駅                 | 173.9  | ｜   | ｜   | 1944年4月1日廃止、同年11月1日梨山信号場設置                                   | 満州国奉天省   | 蓋平県       |
| 熊岳城駅                     | 178.2  | ●    | ｜   |                                                                               | 満州国奉天省   | 蓋平県       |
| 蘆家屯駅                     | 188.2  | ｜   | ｜   |                                                                               | 満州国奉天省   | 蓋平県       |
| 沙崗駅                       | 199.0  | ｜   | ｜   |                                                                               | 満州国奉天省   | 蓋平県       |
| 蓋平駅                       | 209.6  | ▲    | ｜   |                                                                               | 満州国奉天省   | 蓋平県       |
| （簡）白旗駅                 | 218.3  | ｜   | ｜   | 1944年11月1日より白旗信号場を併設                                             | 満州国奉天省   | 蓋平県       |
| 太平山駅                     | 228.3  | ｜   | ｜   |                                                                               | 満州国奉天省   | 蓋平県       |
| 大石橋駅                     | 239.5  | ●    | ●    | 社線：営口線                                                                  | 満州国奉天省   | 海城県       |
| 分水駅                       | 247.1  | ｜   | ｜   |                                                                               | 満州国奉天省   | 海城県       |
| 他山駅                       | 255.1  | ｜   | ｜   |                                                                               | 満州国奉天省   | 海城県       |
| 海城駅                       | 271.6  | ●    | ｜   |                                                                               | 満州国奉天省   | 海城県       |
| 南台駅                       | 280.7  | ｜   | ｜   |                                                                               | 満州国奉天省   | 海城県       |
| （簡）甘泉舗駅               | 285.5  | ｜   | ｜   | 1944年9月1日廃止                                                              | 満州国奉天省   | 海城県       |
| 湯崗子駅                     | 292.8  | ●    | ｜   |                                                                               | 満州国奉天省   | 海城県       |
| 千山駅                       | 302.2  | ｜   | ｜   |                                                                               | 満州国奉天省   | 海城県       |
| 鞍山駅                       | 307.3  | ●    | ○    |                                                                               | 満州国奉天省   | 鞍山市       |
| 立山駅                       | 312.6  | ｜   | ｜   |                                                                               | 満州国奉天省   | 遼陽県       |
| 大楽屯信号所                 | ―      | ｜   | ｜   | 1945年1月20日廃止、同日大楽屯信号場設置                                       | 満州国奉天省   | 遼陽県       |
| 霊山駅                       | 317.6  | ｜   | ｜   |                                                                               | 満州国奉天省   | 遼陽県       |
| 首山駅                       | 321.7  | ｜   | ｜   |                                                                               | 満州国奉天省   | 遼陽県       |
| 遼陽駅                       | 332.3  | ●    | ｜   | 新線：遼宮線                                                                  | 満州国奉天省   | 遼陽市       |
| （簡）太子河駅               | 339.0  | ｜   | ｜   | 1944年9月1日廃止                                                              | 満州国奉天省   | 遼陽県       |
| 張台子駅                     | 345.2  | ｜   | ｜   |                                                                               | 満州国奉天省   | 遼陽県       |
| 煙台駅                       | 354.6  | ｜   | ｜   | 社線：煙台炭礦線（非営業線）                                                  | 満州国奉天省   | 遼陽県       |
| 十里河駅                     | 362.9  | ｜   | ｜   |                                                                               | 満州国奉天省   | 遼陽県       |
| 沙河駅                       | 371.7  | ｜   | ｜   |                                                                               | 満州国奉天省   | 瀋陽県       |
| 蘇家屯駅                     | 381.0  | ●    | ｜   | 社線：安奉線・撫順線                                                          | 満州国奉天省   | 瀋陽県       |
| 渾河駅                       | 388.0  | ｜   | ｜   | 社線：（貨）渾楡連絡線                                                        | 満州国奉天省   | 瀋陽県       |
| 南奉天信号場                 | 392.1  | ｜   | ｜   | 国線：（貨）奉裕連絡線                                                        | 満州国奉天省   | 奉天市       |
| 奉天駅                       | 396.6  | ●    | ●    | 国線：奉山線・奉吉線・（貨）奉裕連絡線・（貨）瀋陽連絡線 奉天交通（路面電車） | 満州国奉天省   | 奉天市       |
| 文官屯駅                     | 409.7  | ｜   | ｜   |                                                                               | 満州国奉天省   | 瀋陽県       |
| 虎石台駅                     | 417.2  | ｜   | ｜   |                                                                               | 満州国奉天省   | 瀋陽県       |
| （簡）唐三家駅               | 422.1  | ｜   | ｜   | 1944年9月1日廃止                                                              | 満州国奉天省   | 瀋陽県       |
| 新城子駅                     | 429.3  | ｜   | ｜   |                                                                               | 満州国奉天省   | 瀋陽県       |
| 新台子駅                     | 441.3  | ｜   | ｜   |                                                                               | 満州国奉天省   | 鉄嶺県       |
| 乱石山駅                     | 448.8  | ｜   | ｜   |                                                                               | 満州国奉天省   | 鉄嶺県       |
| 得勝台駅                     | 458.5  | ｜   | ｜   |                                                                               | 満州国奉天省   | 鉄嶺県       |
| 鉄嶺駅                       | 468.0  | ●    | ｜   |                                                                               | 満州国奉天省   | 鉄嶺市       |
| 平頂堡駅                     | 478.7  | ｜   | ｜   |                                                                               | 満州国四平省   | 開原県       |
| （簡）山頭堡駅               | 482.6  | ｜   | ｜   | 1944年9月1日廃止                                                              | 満州国四平省   | 開原県       |
| 中固駅                       | 489.5  | ｜   | ｜   |                                                                               | 満州国四平省   | 開原県       |
| 開原駅                       | 501.5  | ●    | ｜   | 開豊鉄道                                                                      | 満州国四平省   | 開原県       |
| 金溝子駅                     | 512.3  | ｜   | ｜   |                                                                               | 満州国四平省   | 開原県       |
| 馬仲河駅                     | 522.4  | ｜   | ｜   |                                                                               | 満州国四平省   | 昌図県       |
| 昌図駅                       | 532.6  | ▲    | ｜   |                                                                               | 満州国四平省   | 昌図県       |
| 満井駅                       | 540.0  | ｜   | ｜   |                                                                               | 満州国四平省   | 昌図県       |
| 泉頭駅                       | 547.0  | ｜   | ｜   |                                                                               | 満州国四平省   | 昌図県       |
| 双廟子駅                     | 557.6  | ｜   | ｜   |                                                                               | 満州国四平省   | 昌図県       |
| 桓勾子駅                     | 566.7  | ｜   | ｜   |                                                                               | 満州国四平省   | 昌図県       |
| 虻牛哨駅                     | 573.2  | ｜   | ｜   |                                                                               | 満州国四平省   | 昌図県       |
| 四平駅                       | 585.9  | ●    | ●    | 国線：平梅線・平斉線 1941年8月1日駅名改称（旧称：四平街駅）                   | 満州国四平省   | 四平街市     |
| 楊木林駅                     | 592.4  | ｜   | ｜   |                                                                               | 満州国四平省   | 梨樹県       |
| 十家堡駅                     | 601.5  | ｜   | ｜   |                                                                               | 満州国四平省   | 梨樹県       |
| 郭家店駅                     | 612.3  | ｜   | ｜   |                                                                               | 満州国四平省   | 梨樹県       |
| 蔡家駅                       | 623.0  | ｜   | ｜   |                                                                               | 満州国四平省   | 梨樹県       |
| 大楡樹駅                     | 631.5  | ｜   | ｜   |                                                                               | 満州国吉林省   | 懐徳県       |
| 公主嶺駅                     | 639.4  | ●    | ｜   |                                                                               | 満州国吉林省   | 懐徳県       |
| 劉房子駅                     | 650.2  | ｜   | ｜   |                                                                               | 満州国吉林省   | 懐徳県       |
| 陶家屯駅                     | 661.0  | ｜   | ｜   |                                                                               | 満州国吉林省   | 懐徳県       |
| 范家屯駅                     | 671.2  | ｜   | ｜   |                                                                               | 満州国吉林省   | 懐徳県       |
| 大屯駅                       | 681.6  | ｜   | ｜   |                                                                               | 満州国吉林省   | 長春県       |
| 孟家屯駅                     | 692.7  | ｜   | ｜   |                                                                               | 満州国吉林省   | 長春県       |
| 南新京駅                     | 696.4  | ▲    | ｜   |                                                                               | 満州国吉林省   | 新京特別市   |
| 千早信号場                   | ―      | ｜   | ｜   | （寛城子操車場方面分岐）                                                      | 満州国吉林省   | 新京特別市   |
| 新京駅                       | 701.4  | ●    | ●    | 国線：京図線・京浜線・京白線 新京交通（路面電車）                             | 満州国吉林省   | 新京特別市   |
| 京浜線ハルビン駅まで直通運転 |        |      |      |                                                                               |                |              |

### 貨物支線（埠頭線）
| 駅名             | キロ程 | 接続路線・備考                       | 所在地 |
| ---------------- | ------ | ------------------------------------ | ------ |
| （貨）大連埠頭駅 | 0.0    |                                      | 大連市 |
| 大連駅           | 2.9    | 社線：連京線本線・貨物支線（吾妻線） | 大連市 |
| （貨）小崗子駅   | 5.5    |                                      | 大連市 |
| 沙河口駅         | 6.9    | 社線：連京線本線                     | 大連市 |

### 貨物支線（吾妻線）
| 駅名         | キロ程 | 接続路線・備考                       | 所在地 |
| ------------ | ------ | ------------------------------------ | ------ |
| 大連駅       | 0.0    | 社線：連京線本線・貨物支線（埠頭線） | 大連市 |
| （貨）吾妻駅 | 2.9    |                                      | 大連市 |